# Aarón Sarmiento Padilla
Aarón Sarmiento Padilla (Las Palmas de Gran Canaria, 26 de agosto de 1986) es un deportista español del Real Club Náutico de Gran Canaria que compite en el deporte de vela. Actualmente navega en la clase 470 formando equipo con Onán Barreiros Rodríguez.
Participó en los Juegos Olímpicos de Pekín 2008 en la categoría de 470 masculina, y en 2009 se proclamó campeón de la Copa del mundo de vela de la ISAF también en 470 masculino.